# ݟ
Ġayn deux points suscrits en ligne verticale ‹ ݟ › est une lettre additionnelle de l’alphabet arabe, utilisé dans l’écriture pegon du javanais, madurais ou soundanais. Elle proposée durant des ateliers organisés par l’Isesco dans les années 1980. Elle est composée d’un ġayn ‹ غ › diacrité de deux points suscrits en ligne verticale au lieu d’un point suscrit. Elle n’est pas à confondre avec le ġayn deux points suscrits ‹ ݝ ›.

## Utilisation
Dans l’écriture pegon du javanais, madurais ou soundanais, le ġayn deux points suscrits en ligne verticale ‹ ݟ › est parfois utilisé comme alternative à ġayn trois points suscrits ‹ ڠ › pour transcrire la consonne nasale vélaire /ŋ/.

Cette lettre a été proposée, durant des ateliers organisés par l’Isesco dans les années 1980, pour transcrire une consonne occlusive vélaire voisée labialisation /ɡ/ dans l’écriture du zarma-songhoy, transcrite avec un g ‹ g › dans l’alphabet latin.